# Cordillera de Melo
Cordillera de Melo är en bergskedja i Chile.   Den ligger i regionen Región de la Araucanía, i den södra delen av landet, 600 km söder om huvudstaden Santiago de Chile.
I omgivningarna runt Cordillera de Melo växer i huvudsak städsegrön lövskog. Runt Cordillera de Melo är det glesbefolkat, med 16 invånare per kvadratkilometer.